# Kindane Yebio
Kindane Yebio (ur. 25 stycznia 1958 w Shinnara) – erytrejski duchowny katolicki rytu aleksandryjskiego, ordynariusz eparchii Kerenu Kościoła katolickiego obrządku erytrejskiego.

## Życiorys
30 stycznia 1985 otrzymał święcenia kapłańskie. Inkardynowany do eparchii Asmary, pracował m.in. jako profesor seminarium w Keren oraz jako wikariusz biskupi dla centralnego regionu eparchii. Po utworzeniu w 1995 eparchii w Keren został protosyncelem tejże diecezji, zaś w 2002, po śmierci eparchy Tesfamariama Bedho, był jej tymczasowym administratorem.

### Episkopat
4 stycznia 2003 został mianowany przez Jana Pawła II ordynariuszem eparchii Kerenu. Sakry biskupiej udzielił mu 2 marca 2003 bp Menghesteab Tesfamariam MCCI.